# Гуржавін Ердене
Гуржавін Ердене (монг. Гуржавин Эрдэнэ), (англ. Gurjavin Erdene) — монгольський дипломат. Перший Надзвичайний і Повноважний Посол Монголії в Україні, з резиденцією в Києві. Відкрив Посольство Монголії в Україні, яке працювало в Києві по вулиці Юрія Коцюбинського, 3..